# 1805 w literaturze
Wydarzenia literackie w 1805 roku.

## Nowe poezje
- Adam Gottlob Oehlenschläger, Poetiske Skrifter

## Urodzili się
- 29 września – John Turvill Adams, amerykański prozaik i poeta (zm. 1882)